# 長峰台
長峰台（ながみねだい）は兵庫県神戸市灘区の町名。現行行政地名は長峰台一丁目及び長峰台二丁目。
令和2年国勢調査（2020年10月1日）での世帯数193、人口527、うち男性222人、女性305人。郵便番号657-0811。

## 地理
戦後、長峰山を削って造成した住宅地である。
南が篠原北町、西が南から順に箕岡通、五毛、大石、北から東にかけてが篠原。東部が一丁目、西部が二丁目。

## 歴史
神戸開港に伴って西国街道の回り道としてつけられた徳川道の東の入り口は長峰山の杣谷（そまだに）道入り口（摩耶山から流れ出る、都賀川支流杣谷川沿い）にあった。
長峰山は俗に八十八丁あるといわれる長い尾根を持つ旧都賀庄西半分13ヶ村の立会山で、13ヶ村の立会墓地（長峰墓地）があり、年番で墓地の世話をしていた。
大石字長峰山と篠原字日柳山・シル谷・女女ヶ谷から1970年（昭和45年）に住居表示施行された。昭和44年ごろシル谷などの名を変えてほしいという希望が挙がり、翌年改名となった。

## 施設
- 神戸市立長峰中学校